# Mariana Aparicio
Mariana Aparicio Torres (Leiden, 30 augustus 1983) is een Nederlandse toneel-, televisie- en filmactrice. Sinds 2019 is ze lid van het vaste acteursensemble van Het Nationale Theater. In 2023 won ze de Theo d'Or. 

## Biografie
De ouders van Mariana Aparicio Torres waren Colombiaanse expats. Vader was econoom, moeder diplomate, die ook wel voor VluchtelingenWerk Nederland werkte.   Het echtpaar zou weer snel vertrekken maar bleef uiteindelijk in Oegstgeest wonen; vader begon er een bedrijf. Ze spreekt Spaans (taal thuis), Nederlands en Engels (scholing). Ze groeide op in Oegstgeest en omgeving; bezocht daar ook de Hofdijckschool (1987-1995) en het Visser 't Hooft Lyceum in Leiden (1995-2001). Ze wilde aanvankelijk rechten studeren, maar ze viel voor het toneel. Aansluitend volgde ze aldus een jaar (2001-2002) de vooropleiding toneel aan het Utrechts Centrum voor de Kunsten (UCK, voorloper van Hogeschool voor de Kunsten Utrecht (HKU). Het jaar daarop leerde en werkte ze bij Theatergroep De Nieuw Amsterdam. Na vijf jaar studeerde ze in 2007 af aan de toneelschool Arnhem.  Al tijdens die studies was ze werkzaam binnen toneelproducties. Aparicio werkte na haar afstuderen met een groot aantal toneelgezelschappen en regisseurs. Onder regie van Willibrord Keesen speelde ze onder andere in Tsjechovs Een Meeuw. Verder speelde ze in een drietal producties van zowel het Noord Nederlands Toneel als Theater Oostpool. Met Het Nationale Toneel, vanaf 2017 Het Nationale Theater, was ze te zien in een tiental stukken van toneelschrijvers als Hugo von Hofmannsthal, Sadettin Kirmiziyüz, Maria Goos en Judith Herzberg. Met Toneelgroep Amsterdam, vanaf 2018 Internationaal Theater Amsterdam, speelde ze diverse producties onder regie van Eric de Vroedt, Ivo van Hove en Eline Arbo. Bij eerstgenoemde regisseur speelde ze in de periode 2009-2012 enkele afleveringen van het succesvolle project Mightysociety. Voor haar veelzijdige rol in het door Eline Arbo geregisseerde De jaren, gebaseerd op Annie Ernauxs roman De jaren; ze speelde daarin Annie, die op het toneel een abortus onderging,  kreeg ze in 2023 de Theo d'Or, de belangrijkste Nederlandse toneelprijs.  In 2025 hield ze onder de titel De seizoenen naar Ali Smith een zeven uur durende monoloog tijdens het Holland Festival; het gaat om de wereld in de jaren twintig van de 21e eeuw met (strenger wordende) immigratieregels, oorlogen en  polarisatie tegenover de houding er is altijd hoop. 
Op televisie was Aparicio onder andere te zien in de televisieseries Walhalla, S1NGLE, De Co-assistent, Verliefd op Ibiza, A'dam - E.V.A., Heer & Meester en Swanenburg. Ook speelde ze de hoofdrol in de Van God Los-aflevering Warriors (seizoen 3, aflevering 6), waarvoor ze in 2013 genomineerd werd voor een Gouden Kalf.

## Prijzen en onderscheidingen
- 2007: Nominatie KemnAward in de categorie "beste actrice", ITs Festival Amsterdam, voor Zomergasten
- 2013: Nominatie Gouden Kalf in de categorie "beste actrice in een televisiedrama" voor Van God Los - Warriors
- 2023: Theo d'Or in de categorie "beste vrouwelijke hoofdrol" voor De jaren

## Rollen (selectie)

### Toneel
- 2002: Aleph de orde van chaos, Theaterschool Arnhem, regie: Mark Bergwerff
- 2003: Jong, van Marjolein Bierens, De Nieuw Amsterdam, regie: Marjolein Bierens
- 2004: Ruim, van Boukje Schweigman, Theaterfestival Boulevard, regie: Boukje Schweigman
- 2004: Het familiebedrijf, van Joeri Vos,	Theaterwerkplaats Generale Oost, regie: Joeri Vos
- 2006: Subway Stories (in samenwerking met de acteurs tot stand gekomen), Toneelgroep De Appel, regie: Wannie de Wijn
- 2005: Groeten uit Oostende, van Hans van den Boom, Theaterwerkplaats Generale Oost, regie: Alexandra Koch
- 2006: Subway Stories (in samenwerking met de acteurs tot stand gekomen), Toneelgroep De Appel, regie: Wannie de Wijn
- 2006: Dogville, naar de gelijknamige film van Lars von Trier, Ro Theater, regie: Pieter Kramer
- 2007: Zomergasten, van Maksim Gorki, ArtEZ hogeschool voor de kunsten, regie: Peter Van den Eede
- 2007: De Sjoerd Vollebregt Show, van Joeri Vos, regie: Eric de Vroedt
- 2008: Een Meeuw, van Anton Tsjechov, Stichting Keesen & C, regie: Willibrord Keesen
- 2008: Over wat is en wat waar is, van Koos Terpstra, Noord Nederlands Toneel, regie: Floris van Delft
- 2008: Party Time, van Harold Pinter, Zomergasten
- 2009: Mightysociety6 - Hoe ook ik de oorlog mee naar huis nam, van Eric de Vroedt, Stichting mightysociety, regie: Eric de Vroedt
- 2009: De rovers, van Friedrich Schiller, Zomergasten
- 2009: Interest, van Rob de Graaf, Stichting Keesen & Co, regie: Willibrord Keesen
- 2010: De ondergang van, van Joeri Vos, TG 42, regie: Isil Vos
- 2010: Mightysociety8 - de musical, van Eric de Vroedt, Stichting mightysociety, regie: Eric de Vroedt
- 2011: Rinoceritus, van Eugène Ionesco, Zomergasten / Theaterwerkplaats Generale Oost
- 2011: Mightysociety9 - liefde in tijden van gifaffaires, van Eric de Vroedt, Stichting mightysociety, regie: Eric de Vroedt
- 2011: Tout! UBU, naar Ubu roi van Alfred Jarry, Zomergasten
- 2012: Bloed & politiek: De moord op Mark, van Koen Wouterse (improvisatie), Stichting Nachtgasten
- 2012: Dat Staat, van Floris van Delft, Huis a/d Werf, regie: Floris van Delft
- 2012: Wiener Wald, van Ödön von Horváth, Stichting Theater Het Amsterdamse Bos, regie: Frances Sanders
- 2012: Mightysociety10, van Eric de Vroedt, Toneelgroep Amsterdam, regie: Eric de Vroedt
- 2012: Mightysociety Final Remix, van Eric de Vroedt, Toneelgroep Amsterdam, regie: Eric de Vroedt
- 2013: Speeldrift, van Juli Zeh, Stichting Toneelschuur Producties, regie: Casper Vandeputte
- 2013: What Is The What, van Mariëlle van Sauers, ZEP, regie: Peter Pluymaekers
- 2013: Orde van de Dag - Oud & nieuws (improvisatie), Orde van de Dag
- 2013: Fishermans Women, van Niels Croiset (improvisatie), Stichting Nachtgasten
- 2014: Elektra, van Hugo von Hofmannsthal, Het Nationale Toneel / NTGent, regie: Casper Vandeputte
- 2014: De entertainer, van John Osborne, Toneelgroep Amsterdam, regie: Eric de Vroedt
- 2014: Beschuit met muisjes, van Herman Heijermans, Theater Oostpool, regie: Joeri Vos
- 2015: Oom Wanja, van Anton Tsjechov, Stichting Toneelschuur Producties, regie: Erik Whien, Nina Spijkers
- 2015: Fresh Young Gods, van Joeri Vos en Remco de Jong, Theater Oostpool, regie: Eric de Vroedt, Belle van Heerikhuizen

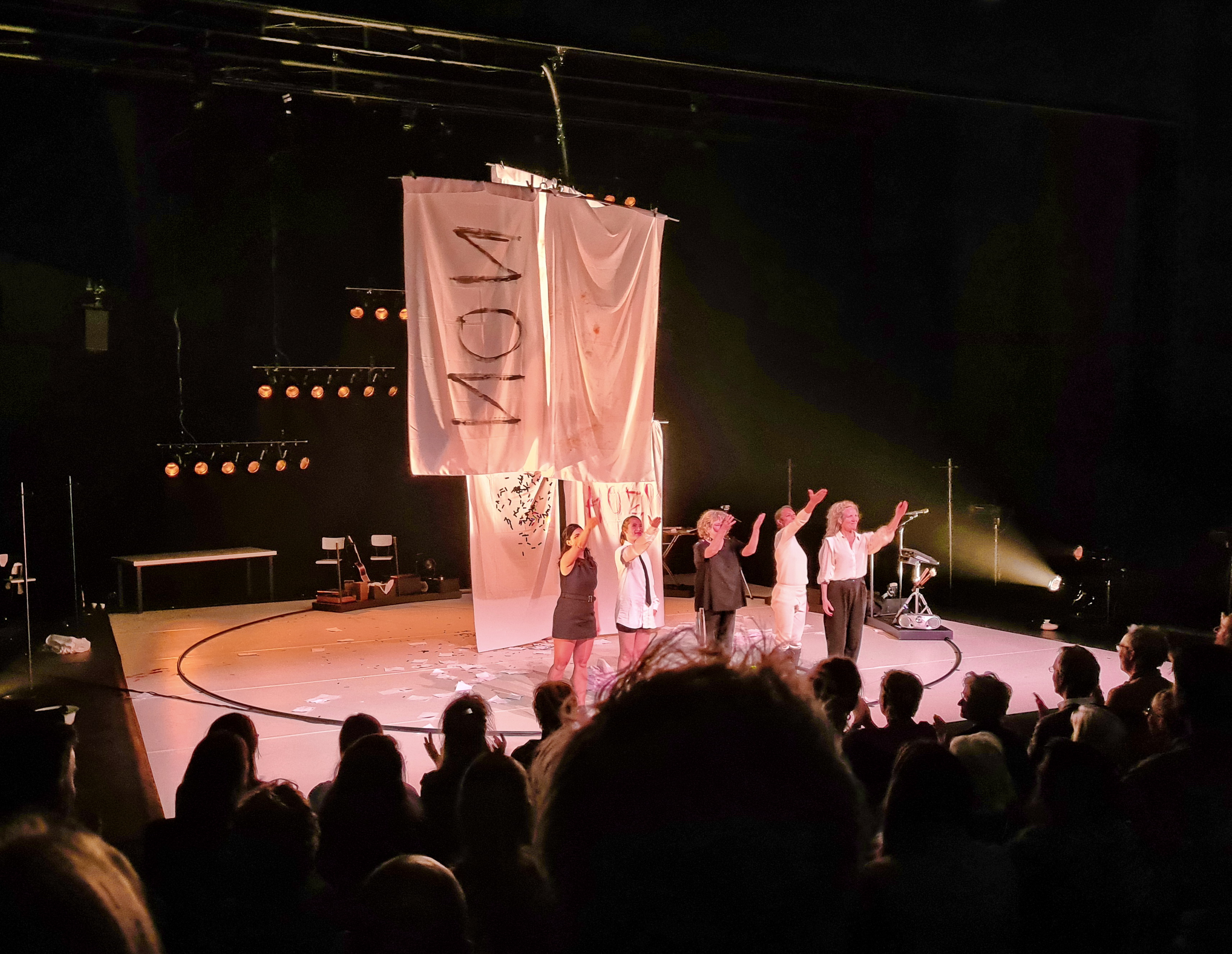
Mariana Aparicio (links) in De jaren (2024)

- 2016: Demonen, van Lars Norén, Theater Oostpool, regie: Marcus Azzini
- 2017: Carrousel, van Bernard Dewulf, Noord Nederlands Toneel, regie: Wim de Vries, Guy Weizman
- 2018: Metropolis 1, van Sadettin Kirmiziyüz, Het Nationale Theater, regie: onbekend
- 2018: Conference of The Birds, van Falk Richter, Noord Nederlands Toneel, regie: Guy Weizman
- 2018: We zijn hier voor Robbie, van Maria Goos, Het Nationale Theater, regie: Eric de Vroedt, Abdel Daoudi, Sterre Bolluijt
- 2019: Sexual healing, van Kasper Tarenskeen, Het Nationale Theater, regie: Jeroen de Man, Abdel Daoudi
- 2020: Decamerone, voordracht van een verhaal uit de Decamerone van Giovanni Boccaccio (voor online publiek tijdens coronapandemie), coproductie: Internationaal Theater Amsterdam / Het Nationale Theater / VPRO, regie: Ivo van Hove
- 2020: Leedvermaak trilogie, van Judith Herzberg, Het Nationale Theater, regie: Eric de Vroedt (vier uur durende monoloog)
- 2020: Ademen, van Duncan Macmillan, Het Nationale Theater, regie: Noël Fischer
- 2021: Yerma, van Federico García Lorca, Het Nationale Theater, regie: Eline Arbo, Daniël 't Hoen
- 2022-'24: De jaren, naar het gelijknamige boek van Annie Ernaux, coproductie Het Nationale Theater / Internationaal Theater Amsterdam, regie: Eline Arbo
- 2023: Coriolanus, van William Shakespeare, Het Nationale Theater, regie: Liesbeth Coltof, Jaap Spijkers, Nina Spijkers

### Filmografie
- 2016: Uilenbal – als Serine
- 2017: 2017: A Press Conference (korte film) – als persvoorlichter
- 2019: Singel 39 – als tolk
- 2022: Vaders & Zonen (televisiefilm) – als dokter Sudarsky
- 2022: Tot zonsondergang (televisiefilm) – als moeder van Pink
- 2024: De z van zus – als Pilar

### Televisieseries
- 2008: Klein Holland, serie 2, aflevering 2: "Rudy's verjaardag" – als Marie Claire
- 2008-'10: S1NGLE – als Louise
- 2009: De Co-assistent, aflevering "Beroepsgeheim" – als Riana Goossens
- 2011: Walhalla, 12 afleveringen – als Molly Snoeks
- 2013: Van God Los, seizoen 3, aflevering 6: "Warriors", regie: Mijke de Jong
- 2013: Verliefd op Ibiza, aflevering 2: "Zon, zee, strand en seks" – als Carmen
- 2014: A'dam - E.V.A., seizoen 2, aflevering 6: "Nut en Genoegen" – als Mildred
- 2014: Heer & Meester, seizoen 1, aflevering 6: "Stradivarius" – als Monica Altobelli
- 2015: Gouden Bergen, afleveringen 5-7 – als Gina Fuertes
- 2016: Icarus, aflevering 5: "De verslavingsdeskundige"
- 2016: De Fractie, 1 aflevering – als vlogger Lana
- 2017: B.A.B.S., seizoen 1, aflevering 9: "Layla als Loek" – als Juanita
- 2017: Klem, seizoen 2, afleveringen 3 & 4 – als verpleegster
- 2019: Harkum, seizoen 1, aflevering 9 – als  Maaike Da Costa
- 2022: Modern Love Amsterdam, seizoen 1, episode 1: "Nachtvlinders" – als Kate
- 2023: Swanenburg, seizoen 2, episode 9: "Caroline & Het Nest" – Indra da Silva